# Megatrix (canal de televisión)
Canal Megatrix fue un canal de televisión de pago temático creado a partir del programa y contenedor de series infantiles y juveniles de Antena 3, Club Megatrix.

## Historia
Canal Megatrix comenzó sus emisiones el 12 de mayo de 2000. A partir del 1 de enero de 2001, el canal pasó a emitir en la señal que dejó libre Canal Panda tras su cese de emisiones y gracias a un acuerdo entre Antena 3 y Multicanal para su distribución a través de las plataformas de pago. Luego, entre abril y mayo, renovó los contenidos y sus horarios, de tal forma que el canal, que emitía de 9:00 a 22:00 horas, amplió su duración de 7:30 a 24:00 horas. Además, aprovechó para modificar su identidad corporativa.
El canal, que emitía en el dial 91 de Vía Digital, ofrecía contenidos propios y ajenos, aparte de reposiciones de los formatos más exitosos. Asimismo, adecuó los contenidos a las distintas franjas de emisión, las cuales se diferenciaban entre la preescolar, la infantil y la juvenil.
Posteriormente, en julio de 2003, el canal cesó sus emisiones a través de Vía Digital tras su fusión con Canal Satélite Digital, aunque continuó emitiendo en abierto a través de Hispasat. Finalmente, el 31 de octubre del mismo año, Canal Megatrix cesó sus emisiones por completo.
En marzo de 2012, antes de crear un canal de documentales en sustitución de La Sexta 2, existió la posibilidad de poner en marcha un canal infantil con la marca Megatrix. No obstante, fue descartada debido a la existencia de demasiados canales dirigidos al público infantil, por lo que su rentabilidad sería complicada. Además, cabe destacar que en mayo de 2014, una sentencia del Tribunal Supremo de Justicia anuló las concesiones de emisión TDT para nueve canales por haber sido otorgadas sin el preceptivo concurso público que rige la Ley Audiovisual, la cual afectó a la señal donde se emitió La Sexta 2.

## Programación
Entre los espacios de producción propia, destacaba el programa .ES, un debate-coloquio de actualidad que recogía lo último en videojuegos e Internet. Cada día ofrecía un juego y un truco, mientras que los sábados y domingos, se emitía un programa especial sobre el juego más interesante del momento y se recordaban todos los aparecidos a lo largo de la semana.
Aquatrix se encargaba de potenciar los valores ecológicos entre los niños que seguían Canal Megatrix. El espacio estaba dedicado fundamentalmente a la naturaleza con espectaculares documentales reales acerca de la vida y de los animales. El mundo submarino era uno de los principales protagonistas. Psicomotricidad, estaba dirigido a los niños más pequeños, que tendían la oportunidad de aprender de forma amena y divertida funciones básicas como delante-detrás, derecha-izquierda o lanzar-recoger. Por último, Dxtrix se encargaba de recoger todo tipo de deportes los miércoles y sábados. Desde fly surf, tiro con arco, espeleología hasta piragüismo, 4x4 o snowbike pasaban por el programa de deportes de Canal Megatrix.